# 개명
개명(改名)은 가족관계등록부상에 기재되어 있는 이름을 변경하는 행위를 의미한다. 개명을 하기 위해서는 법적으로 구속력이 있는 장부인 가족관계등록부를 변경하는 절차가 필요하므로 주민등록상 주소지를 관할하는 가정법원 혹은 지방법원(가정법원이 없는 곳)의 허가를 받아야 하고 통상적으로 전과기록, 경제상의 문제(파산 등의 이력)가 없다면 지역에 따라 상이하지만 형사상의 처벌이 가능한 만14세 이상인 자의 경우 45일~3개월의 심사기간이 소요되며 만13세 이하의 미성년자의 경우 15일~2개월의 심사기간이 소요된다.

## 필요 서류
만19세 이상인 자녀가 없는 성년자
- 개명허가신청서 1통
- 개명하고자 하는 본인의 기본증명서 1통
- 개명하고자 하는 본인의 가족관계증명서 1통
- 개명하고자 하는 본인의 부(父)의 가족관계증명서 1통
- 개명하고자 하는 본인의 모(母)의 가족관계증명서 1통
- 개명하고자 하는 본인의 주민등록등본 1통
- 기타 소명 자료

(가족관계증명서를 발급받을 수 없는 경우 해당자의 제적등본 1통)
만19세 이상인 자녀가 있는 성년자
- 개명허가신청서 1통
- 개명하고자 하는 본인의 기본증명서 1통
- 개명하고자 하는 본인의 가족관계증명서 1통
- 개명하고자 하는 본인의 부(父)의 가족관계증명서 1통
- 개명하고자 하는 본인의 모(母)의 가족관계증명서 1통
- 개명하고자 하는 본인의 자녀 가족관계증명서 1통 (자녀가 여러 명일 경우 각각)
- 개명하고자 하는 본인의 주민등록등본 1통
- 기타 소명 자료

(가족관계증명서를 발급받을 수 없는 경우 해당자의 제적등본 1통)
미성년자
- 개명허가신청서 1통
- 개명하고자 하는 본인의 기본증명서 1통
- 개명하고자 하는 본인의 가족관계증명서 1통
- 개명하고자 하는 본인의 부(父)의 가족관계증명서 1통
- 개명하고자 하는 본인의 모(母)의 가족관계증명서 1통
- 개명하고자 하는 본인의 주민등록등본 1통

기타소명자료의 예시
- 인우보증서
- 진술서
- 이름감명서
- 추천서
- 법적인 이름과 실제 사용하고 있는 이름이 다르다는 증거 (청첩장, 명함, 족보 사본, 상장, 자격증 등)

## 개명의 절차
- 개명허가신청서[5] 등의 작성과 필요서류의 발급
- 관할법원에 내방하여 서류접수[6]
- 법원의 개명허가심사
- 개명허가여부 통지

(개명신청이 기각될경우 상급법원에 항고할 수 있음)
- 법원의 개명허가결정문 지참하여 가까운 시군구청 혹은 읍면사무소에 내방한후 개명신고서 제출[7]

## 개명 후
- 증명사진 촬영
- 가까운 주민센터에 방문하여 주민등록증 재발급신청 및 인감도장 변경
- 임시신분증 발급요청[8]
- 주민등록초본 발급(미성년자의 경우 기본증명서도 같이 발급)[9]
- 각자 성명변경이 필요한 기관마다 문의하여 해당되는 서류 제출

## 개명의 대표적 불허가 사유
대법원 판례에 의하여 개인의 행복추구권의 존중 차원에서 개명 신청자의 90% 이상이 순탄하게 개명 허가를 받고 있으나 아래의 사유가 있는 경우 개명 허가가 제한되거나, 판사가 까다롭게 심사하여 심사 기간이 상당히 길어질 수 있다.
- 개명 허가 신청의 이유가 비과학적이고, 비합리적인 사유인 경우[11]
- 재판부에서 부모가 어린 자녀(통상적으로 미취학 아동)의 이름을 개명해주고자 할 때, 개명 신청한 이름이 특이하여 자녀가 스스로의 의사 판단이 가능하게 되는 나이가 될 때까지 기다려줘야 한다고 판단한 경우
- 개명 신청한 이름이 상당히 특이하여 개명으로 하여금 사회적인 혼란이 유발될 수 있다고 판단되는 경우
- 범죄의 은폐 혹은 기도의 목적이 있다고 의심되는 경우
- 법령에 의한 각종 제한을 회피하려는 불순한 의도가 있다고 판단되는 경우[12]

## 같이 보기
- 인명
- 예명